# Наполеонув (Радомщанський повіт)
Наполеонув (пол. Napoleonów) — село в Польщі, у гміні Каменськ Радомщанського повіту Лодзинського воєводства.
Населення — 40 осіб (2011).
У 1975-1998 роках село належало до Пйотрковського воєводства.

## Демографія
Демографічна структура станом на 31 березня 2011 року:
|          | Загалом | Допрацездатний вік | Працездатний вік | Постпрацездатний вік |
| -------- | ------- | ------------------ | ---------------- | -------------------- |
| Чоловіки | 24      | 6                  | 14               | 4                    |
| Жінки    | 16      | 6                  | 5                | 5                    |
| Разом    | 40      | 12                 | 19               | 9                    |